# Бреверн, Магнус Иванович
Магнус (Магнус-Габриель-Бернгард) Иванович Бреверн (нем. Magnus Gabriel Bernhard von Brevern; 1825—1878) — генерал-майор, и. д. начальника артиллерии Гвардейского корпуса во время русско-турецкой войны 1877—1878 годов. Младший брат графа  Александра Ивановича Бреверн де Лагарди.

## Биография
Родился 14 (26) декабря 1825 года в имении Алу (эст. Alu) — младший сын отставного капитан-лейтенанта, приходского судьи Генриха Иоганна фон Бреверна и его второй жены Марии Яковлевны урождённой де Лагарди.
Образование получил в Михайловском артиллерийском училище, из которого выпущен 12 августа 1846 года прапорщиком в лёгкую № 4 батарею 2-й конно-артиллерийской бригады; 17 сентября 1849 года командирован в запасную батарею 3-й конно-артиллерийской бригады; 4 сентября 1850 года прикомандирован к лёгкой № 2 батарее лейб-гвардии Конной артиллерии и 3 ноября переведён в эту батарею.
В 1860 году произведён в майоры, 28 декабря 1861 года назначен командующим Образцовым казачьим дивизионом Терского казачьего войска с переименованием в войсковые старшины.
Произведён в подполковники 17 апреля 1863 года; 25 августа 1865 года в качестве наблюдателя командирован в Пруссию на маневры прусских войск.
В полковники с назначением командиром облегчённой № 3 батареи лейб-гвардии Конной артиллерии (затем 3-я батарея Гвардейской конной артиллерии) был произведён 4 апреля 1865 года.
Чин генерал-майора получил 30 августа 1873 года и на следующий день был назначен командиром Гвардейской Конно-артиллерийской бригады; 6 августа 1875 года зачислен в Свиту Его Императорского Величества, с этой же даты установлено старшинство в чине генерал-майора. С 1 января 1877 года Бреверн также являлся членом Комитета по устройству и образованию войск.
Во время русско-турецкой войны 1877—1878 годов М. И. Бреверн командовал Гвардейской Конно-артиллерийской бригадой, а с 10 августа 1877 года был исправляющим должность начальника всей артиллерии Гвардейского корпуса. Высочайшим приказом от 16 декабря 1877 года он за отличие в сражении при Телише был награждён орденом Св. Георгия 4-й степени.
По окончании военных действий при эвакуации войск Гвардейского корпуса из Болгарии в Россию Бреверн скоропостижно скончался в Одессе 21 августа 1878 года; из списков исключён 23 сентября.

## Награды
российские ордена:
- Орден Святого Станислава 3-й степени (1858 год)
- Орден Святой Анны 3-й степени (1861 год)
- Орден Святого Станислава 2-й степени (8 ноября 1863 года)
- Орден Святой Анны 2-й степени (1865 год, императорская корона к этому ордену пожалована 30 августа 1869 года)
- Орден Святого Владимира 4-й степени (14 марта 1867 года)
- Орден Святого Владимира 3-й степени (30 августа 1871 года)
- Орден Святого Георгия 4-й степени (16 декабря 1877 года)
- Золотое оружие с надписью «За храбрость» (10 августа 1878 года)

иностранные ордена:
- Прусский орден Красного орла 3-й степени (1864 год)
- Австрийский орден Леопольда 2-й степени (23 октября 1872 года)
- Прусский орден Красного орла 2-й степени (20 апреля 1874 года, звезда к этому ордену пожалована 17 октября 1875 года)
- Командорский крест со звездой австрийского ордена Франца Иосифа (7 февраля 1874 года)
- Командорский знак 2-й степени ордена Св. Олафа (10 ноября 1875 года)
- Большой крест австрийского ордена Франца Иосифа (17 ноября 1876 года)